# Karl Richter (Politiker, 1875)
Karl Richter (* 26. Oktober 1875 in Deutsch-Brod; † 12. März 1935 in Wien) war ein österreichischer Redakteur und Politiker (SDAP) sowie Amtsführender Stadtrat in Wien.
Richter übersiedelte bereits im frühen Kindesalter nach Wien, wo er die Volks- und Bürgerschule besuchte. Er erlernte in der Folge das Handwerk des Vergolders und engagierte sich in der Gewerkschaft. Noch als Jugendlicher trat Richter in die sozialdemokratische Arbeiterpartei ein und wurde 1900 Gewerkschaftssekretär. 1903 übernahm Richter eine Stelle als Redakteur der Zeitschrift der Holzarbeiter. 1917 berief man Richter in die Unterhaltsbezirkskommission und in den Mietsenat des Bezirks Meidling, 1918 in den provisorischen Gemeinderat. Er wurde am 4. Mai 1919 im gewählten Gemeinderat angelobt, dem er bis 1932 angehörte. Richter wurde 1919 in den Stadtsenat Reumann entsandt und gehörte zwischen 1920 und 1934 den Stadtsenaten Seitz I, II und III als Amtsführender Stadtrat an. Richter führte von 1920 bis 1927 die Verwaltungsgruppe für Allgemeine Verwaltungsangelegenheiten, nach dem Tod von Franz Siegel wechselte er 1927 in das Ressort für Technische Angelegenheiten und übernahm 1933 zudem das Ressort für Allgemeine Verwaltungsangelegenheiten. Zudem war Richter langjähriger Obmann der sozialdemokratischen Bezirksorganisation Meidling sowie Laienrichter.
Nach der Niederschlagung der Februarkämpfe wurde Richter im Februar 1934 im Anhaltelager Wöllersdorf interniert. Sein Begräbnis wurde zu einer politischen Demonstration gegen das herrschende Regime. Die Bestattung erfolgte auf dem Wiener Zentralfriedhof. 